# Norvég Wikipédia
A Norvég Wikipédia (norvég nyelven: ) a Wikipédia projekt norvég nyelvű változata, egy internetes enciklopédia. A Norvég Wikipédiának 38 adminja, 643 863 felhasználója van, melyből 3 167 fő az aktív szerkesztő. A lapok száma (beleértve a szócikkeket, vitalapokat, allapokat és egyéb lapokat is) 1 851 763, a szerkesztések száma pedig 24 998 499.

## Mérföldkövek
- 2001. november 26. - elindul az oldal
- Jelenlegi szócikkek száma:
- 565 862 (2021. október 5.)
- 532 965 (2020. május 1.)